# Sophie in 't Veld
Sophie in 't Veld (Vollenhove, Overijssel, 13 de septiembre de 1963) es una política neerlandesa, miembro del Parlamento Europeo por el partido liberal Demócratas 66, parte de la Alliance des Démocrates et des Libéraux pour l'Europe, (ADLE)
Sophie in 't Veld nació el año 1963 en Vollenhove, provincia de Overijssel, Países Bajos. De 1982 a 1991, estudió historia en la Universidad de Leiden. Después de completar el grado de máster en estudios medievales, trabajó como traductora autónoma en francés, inglés e italiano, y después como trainee en el departamento de asuntos económicos de la ciudad neerlandesa de Gouda.
Johanna Boogerd-Quaak, una diputada europea de D66, la contrató como asistente en 1994. De 1996 a 2004, fue secretaria general del grupo ELDR en el Comité de las Regiones. Desde el 20 de julio de 2004 es diputada del Parlamento europeo, por Demócratas 66 que forma parte del grupo parlamentario de la Alianza de Liberales y Demócratas por Europa. Su elección en 2004 le supuso ser la única diputada europea de su partido (D66) hasta 2009.
Entre 2004 y 2009, in 't Veld sirvió en la Comisión de Asuntos Económicos y Monetarios. De 2009 a 2014, fue miembro del Comité de Derechos de las Mujeres e Igualdad de Género. Desde 2009, ha sido miembro del Comité de Libertades Civiles, Justicia y Asuntos interiores; entre 2009 y 2014, sirvió como ayudante de la presidenta del comité.
In 't Veld fundó y actualmente preside la Plataforma de Parlamento Europeo por el Secularisme en Política. Es también presidenta del Grupo de trabajo al Parlamento europeo sobre Salud Reproductiva, VIH/sida y Desarrollo desde 2009 y Vicepresidenta del Intergroup del Parlamento europeo de Derechos de LGBT.
In 't Veld es miembro honoraria de la Sociedad Secular Nacional del Reino Unido, que le otorgó el 2011 el premio de Secularista del año.